# Муромець-Лопуховате
Муромець-Лопуховате — частина регіонального ландшафтного парку  «Дніпровські острови» (з 2004 року), ландшафтний заказник місцевого значення (2002—2004 роки), розташований на території  Деснянського району  Київської міськради. Створений 24 жовтня 2002 року. Площа — 217 га. Землекористувач — Дарницьке лісопаркове господарство.

## Історія
Згідно з додатком № 3 до рішення Київської міської ради від 17 лютого 1994 року № 14, урочища  Муромець  (площею 190 га) і урочище  Лопуховате  (площею 52,2 га) увійшли до  Переліку цінних природних територій, що резервуються для заповідної справи .
Заказник  Муромець-Лопуховате  був створений рішенням Київської міськради № 96/256 від 24 жовтня 2002 року із загальною площею 217 га. Природоохоронний об'єкт заснований з метою збереження цінних природних спільнот. На території заказника заборонена будь-яка господарська діяльність. Рішенням Київської міськради від 23 грудня 2004 року № 878/2288 було створено Регіональний ландшафтний парк «Дніпровські острови», до складу якого увійшов заказник (острів Муромець як одна з  заповідних зон, острів Лопуховатий —  як одна із зон регульованої рекреації ).

## Опис
Заказник займає квартали 59-64 Дніпровського лісництва: острови Муромець (південна частина, без південно-західної частини),  Труханів (північний край) і  Лопуховатий (повністю) на річці Дніпро і її руслі Десенка. До ділянки на острові Муромець з півдня примикає заказник  Бобровня, з півночі — урочище Кільніще.
Як дістатисьː Зупинка  Парк Дружби народів  на  Північному мосту. Автобуси № 21, 29, 30, 31, 47, 73, 100, 101, 101к, 114, 114а (від ст. М. Петрівка), далі пішки близько 1,5 км. Найближче метроː    Почайна.

## Природа
Ландшафт заказника представлений заплавною екосистемою з водоймами і заболоченими ділянками, комплексом луків, прибережно-водною рослинністю та лісовими насадженнями.
Лісові насадження представлені дубом, тополею і вербою.
Тут зустрічаються навколоводні і водоплавні птахи.

## Галерея

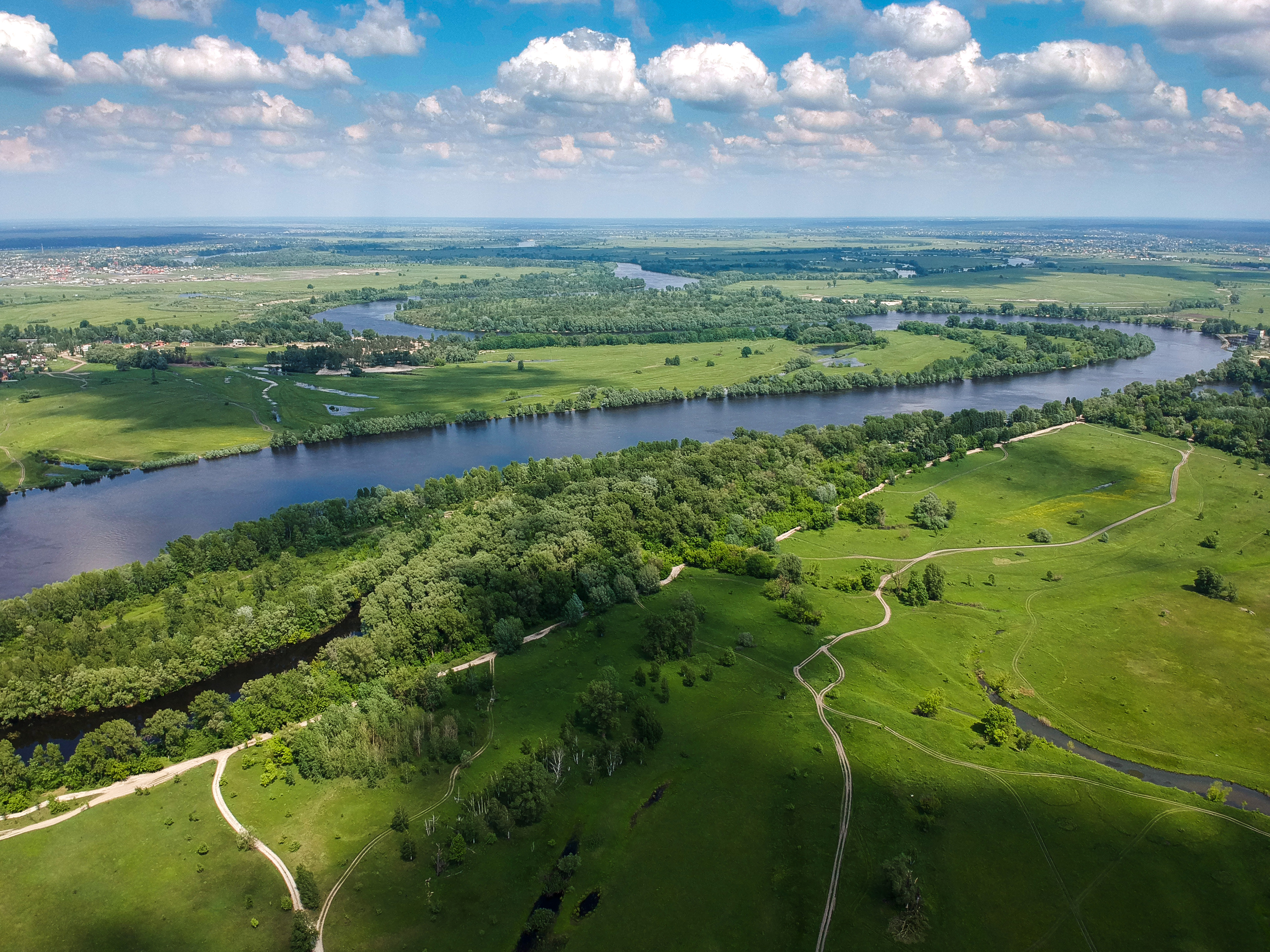
Муромець-Лопуховате
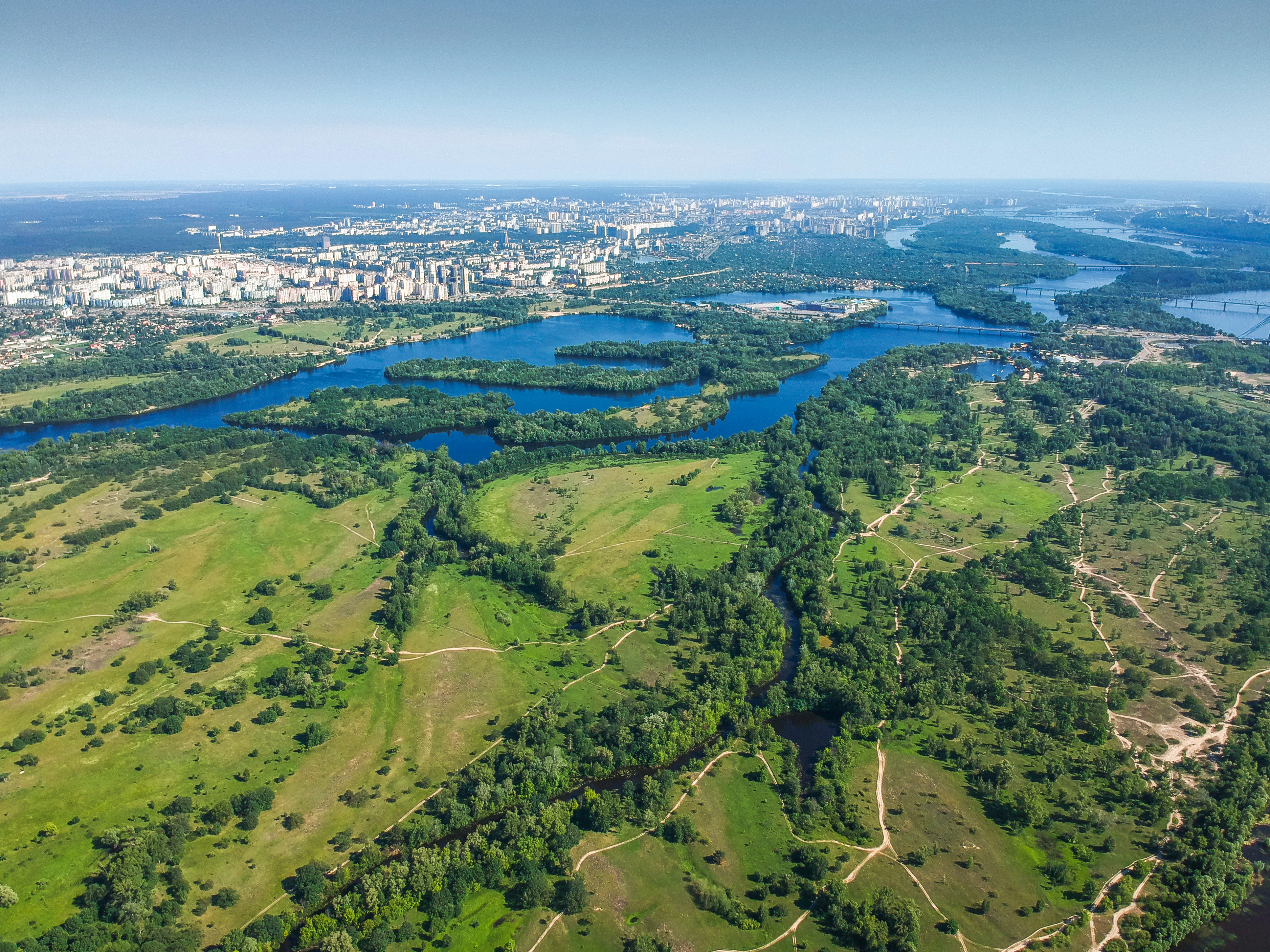
з висоти
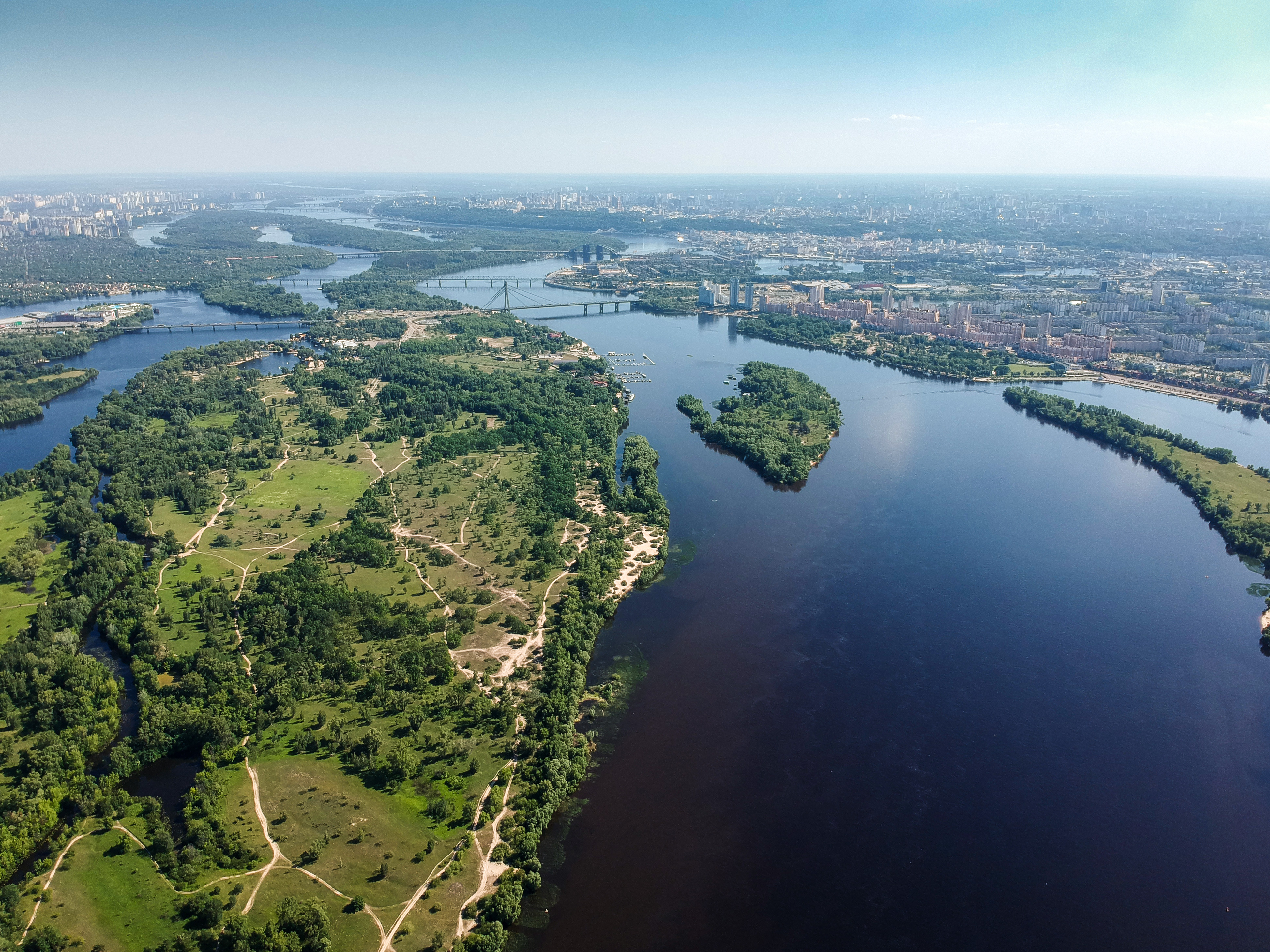
пташиного польоту
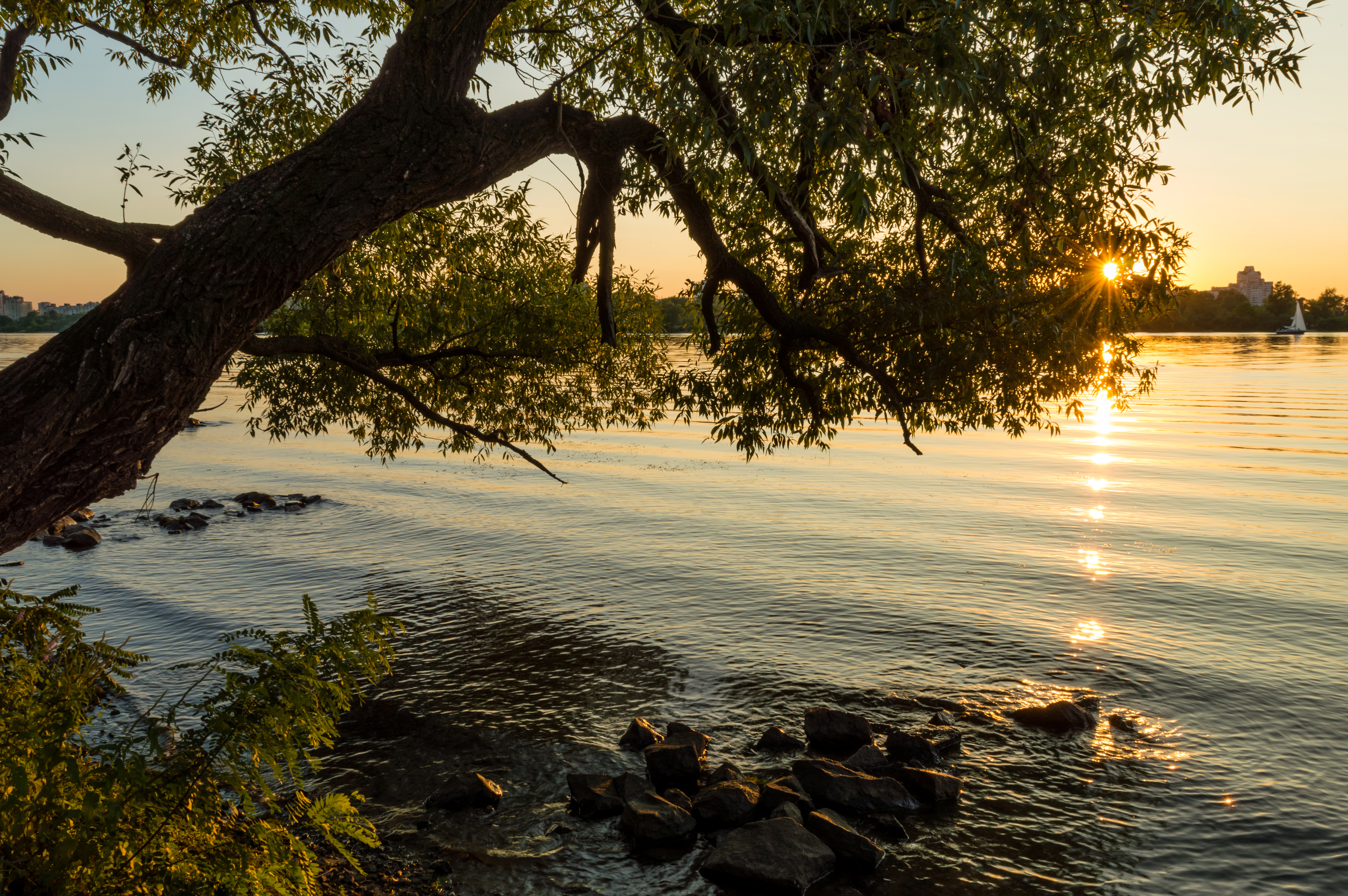
Подих літнього вечора
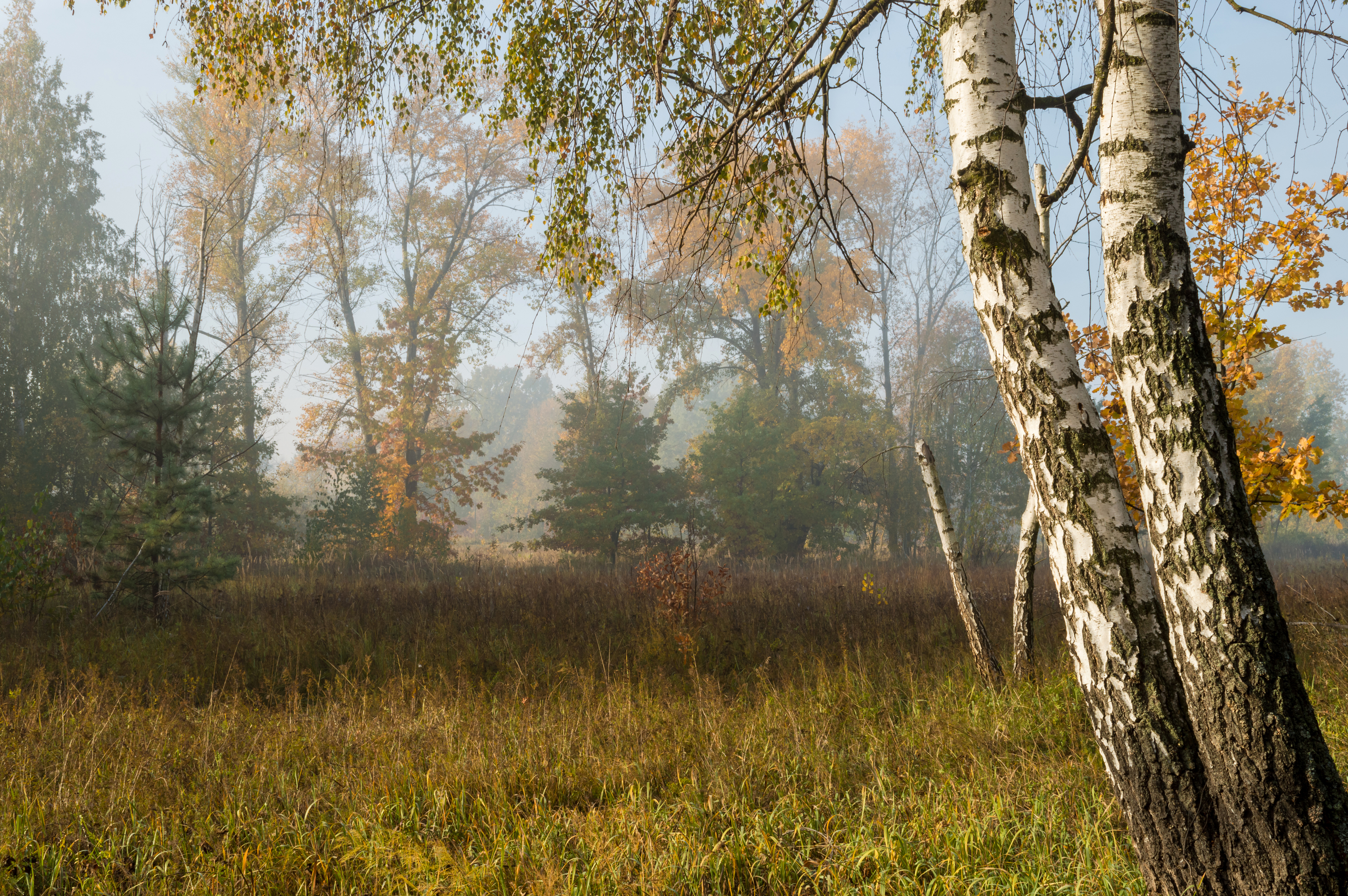
Дві берізки